# Metoclopramide
Metoclopramide is een anti-emeticum en een gastroprokineticum. Het geneesmiddel verhoogt de tonus van de onderste sluitspier van de slokdarm en versnelt de peristaltiek van de darmen en maag. Zo wordt een versnelde lediging van de maag bekomen met afname van klachten als misselijkheid en braken. Het wordt voornamelijk voorgeschreven voor de symptomatische behandeling van maagklachten, zoals braken en nausea, van diverse oorsprong. Ook bij oesofageale reflux, gastroparese en persisterende hik kan metoclopramide aangewezen zijn.

## Ernstige bijwerkingen bij kinderen
Het middel is sterk verwant aan domperidon, maar dringt beter door de bloed-hersenbarrière en is daarom nog gevaarlijker bij (kleine) kinderen. Reeds in de vorige eeuw kwamen er veelvuldig meldingen van toxiciteit bij jonge kinderen. Uiteindelijk kwam er in Nederland in 2012 een verbod om het middel bij kinderen onder de 18 jaar voor te schrijven. Een uitzondering is er nog voor de parenterale vorm. In België is het gebruik onder de 1 jaar gecontraïndiceerd en niet aanbevolen bij kinderen onder de 18 jaar.

## Beperking gebruik bij volwassenen
Op 10 februari 2014 maakte in Nederland het College ter Beoordeling van Geneesmiddelen (CBG) bekend dat de 20 mg zetpil voor volwassenen door de fabrikant uit de handel werd genomen. De dosering bij volwassenen werd aan nieuwe maxima gebonden.

## Primperan-arrest
In Nederland leidde de overdosering bij een baby tot het arrest van Primperan. Het Centraal Medisch Tuchtcollege (Centraal Tuchtcollege voor de Gezondheidszorg, CTG) oordeelde op 25 juli 1995 dat de apotheker in het kader van medicatiebewaking verplicht is persoonlijk elke dag vóór 24 uur alle recepten en computeruitdraaien na te kijken.

## Indicaties
- Misselijkheid en braken
- gastroparese
- bevorderen lactatie, niet-geregistreerd gebruik
- persisterende hik, niet-geregistreerd gebruik

## Contra-indicatie
- Ziekte van Parkinson is een contra-indicatie. Door centrale D2-receptor antagonisme worden de symptomen van Parkinson (=parkinsonisme) verergerd. Een beter alternatief is dan Domperidone (Motilium) dat minder doordringt doorheen de bloed-hersenbarrière en dus vooral perifeer werkt, zonder parkinsonisme uit te lokken.